# Principe des nationalités
 (novembre 2018).
Si vous disposez d'ouvrages ou d'articles de référence ou si vous connaissez des sites web de qualité traitant du thème abordé ici, merci de compléter l'article en donnant les références utiles à sa vérifiabilité et en les liant à la section « Notes et références ».
 (novembre 2018).
- Si vous ne connaissez pas le sujet, laissez ce bandeau (vous pouvez alors contacter les auteurs).
- Si vous supprimez le contenu mis en cause (vous pouvez préalablement contacter les auteurs),

argumentez précisément cette suppression dans la page de discussion
(un manque de référence n'est pas un argument ; une recherche réelle de référence doit avoir été effectuée, être formellement documentée).
Le principe des nationalités est la théorie politique selon laquelle État et nation doivent coïncider dans les groupements politiques. C'est-à-dire qu'un gouvernement ne peut pas imposer son autorité à des populations qui se considèrent étrangères à cet État. Chaque peuple est regroupé en un État qui lui est propre et une même nation ne peut vivre dans des États différents. Il est actuellement officialisé par le "Droit des peuples à disposer d'eux-mêmes" (Charte des Nations unies, art. 1 - 2).

## Origines
La notion de nationalité s'est peu à peu formée au cours des siècles. On peut noter, dès le Moyen Âge, des manifestations de sentiment national, mais celui-ci apparaissait plus comme une réaction contre une menace extérieure que comme une conviction raisonnée et permanente. Les clivages religieux omniprésents (entre catholiques et protestants par exemple) et le cloisonnement lié aux communications difficiles expliquent la lente naissance du sentiment national. Il est aussi à noter que certains clivages nationaux se sont nourris de différences religieuses (la Prusse protestante visant à l'unification de l'Allemagne contre l'Autriche catholique).
Le principe des nationalités aussi appelé cause des peuples émerge comme ferment politique et force de mobilisation à partir du XVIIIe siècle avec les penseurs des Lumières mais aussi Johann Gottfried von Herder dont Zeev Sternhell se demande où « réside sa signification historique […], sinon dans sa contribution à la poussée du nationalisme ? ». Enfin, d'autres penseurs et militants du XIXe siècle sont à citer : Giuseppe Mazzini, Robert von Mohl, Pasquale Stanislao Mancini et Johann Caspar Bluntschli.
Le corollaire du principe des nationalités fut un intense débat sur la définition d'une nation (le sang, la langue, la volonté…) qui parcourt tout le XIXe siècle.

## Apogée auXIXesiècle

### Napoléon III, soutien et victime du principe des nationalités
Napoléon III fait du principe des nationalités un des piliers de sa politique étrangère. Il s'appuie sur le principe des nationalités pour balayer la Sainte Alliance et les frontières issues du Congrès de Vienne.  Au nom même du principe des nationalités, il ne s'oppose pas à l'ascension de la puissance prussienne jusqu'à la guerre franco-prussienne de 1870.

### Le Traité de Versailles, triomphe du principe des nationalités
Le Traité de Versailles marque une avancée décisive du principe des nationalités avec le triomphe de l'État-Nation, l’instauration de la Société des Nations, et on y assiste au démembrement de deux empires pluri-nationaux, l'Autriche-Hongrie et l'Empire ottoman. De plus, malgré des insistances françaises, l'intégrité de l'Empire allemand, devenu une république, sera conservée.

## Critiques du principe des nationalités

### Critiques royalistes et des «Anti-Lumières»
Les historiens royalistes dont la figure prééminente de Jacques Bainville lient le principe des nationalités aux Lumières et au libéralisme politique pour mieux rejeter en bloc les trois notions et ainsi l'héritage de la Révolution française.
Les Lumières voient pour lui avec grande naïveté la nation comme l'entité émancipatrice des peuples, l'émancipation et la liberté devant amener la démocratie, les peuples constitués en nations dans les limites fixées par la géographie apportant naturellement la paix. Ils reprochent vertement aux philosophes et aux héritiers de la Révolution française d'avoir fait le lit du nationalisme prussien. Ainsi, Jacques Bainville écrit-il : « C'est plus qu'une grande ironie, c'est le scandale de notre histoire que le militarisme et l'absolutisme prussiens aient été adulés en France pendant cent cinquante années comme l'organe et l'expression de la liberté et des « idées modernes » avant d'être proposés à l'horreur et à l'exécration du monde civilisé au nom des mêmes principes. […]. Le fait que les écrivains émancipateurs du XVIIIe siècle, en dépit de leurs prétentions à représenter les « Lumières », n'ont pas vu, ont refusé de voir le péril prussien, est écrasant pour leur philosophie politique. Non seulement de pareils esprits devaient exposer la France à des catastrophes le jour où ils en auraient le gouvernement, mais leur erreur même prouvait leur inaptitude à comprendre la marche des choses et à servir le progrès dont ils s'étaient réclamés. ».

### Critiques marxistes
Marx et Engels s'intéressent très tôt à la question nationale. Le nationalisme est éminemment bourgeois pour Marx alors que le prolétariat est international. La nation est une invention capitaliste et même une étape du capitalisme qui cherche à structurer les moyens de production. 
Cette étape ne peut être dépassée que par un mouvement ouvrier structuré et organisé.
Ainsi Karl Marx, évoquant l'expérience de la Commune écrit-il dans La Guerre civile en France : « La Constitution communale a été prise à tort pour une tentative de rompre en une fédération de petits États, conforme au rêve de
Montesquieu et des Girondins, cette unité des grandes nations, qui, bien qu'engendrée à l'origine par la violence, est maintenant devenue un puissant facteur de la production sociale ».

## Sources
- Encyclopédie Universalis, entrée Nationalités (principe des)
- Histoire des relations internationales, tome V, Pierre Renouvin.
- Le principe des nationalités : ses origines historiques, Henri Hauser, 1916[7]